# (38226) 1999 NG50
1999 NG50 (asteroide 38226) é um asteroide da cintura principal. Possui uma excentricidade de 0.17589280 e uma inclinação de 12.76359º.
Este asteroide foi descoberto no dia 13 de julho de 1999 por LINEAR em Socorro.